# Эстевес, Рауль Энрике
Рауль Энрике Эстевес (21 января 1978, Ломас-де-Самора, Аргентина) — аргентинский футболист, нападающий. Обладатель Кубка Либертадорес в составе «Бока Хуниорс».

## Карьера

### Аргентина и Бразилия
Эстевас начал свою профессиональную карьеру в клубе «Сан-Лоренсо де Альмагро» в Аргентине.
В 1995 году был переведен в первую команду, дебют произошел в том же году. В 2001 году стал чемпионом с Сан-Лоренцо в Торнео Клаусура 2001 и Кубке Меркосур.
В 2003 году он подписал контракт с «Бока Хуниорс», с которым стал победителем Торнео Клаусура 2003 и обладателем Кубка Либертадорес 2003.
В 2004 году был подписан контракт с «Ботафого», где Рауль Эстевес пробыл полгода. В середине года Эстевес вернулся в Аргентину и подписал контракт с «Колон де Санта Фе», где пробыл один год. После этого он подписал контракт с «Расинг Клуб де Авельянеда», в котором был ключевым игроком в первых матчах. Через год отправился в Европу.

### Европа
В 2006 году Эстевес приехал в Европу, чтобы играть за португальский футбольный клуб «Академика». Однако из-за отсутствия игровой практики, в середине 2007 года, Эстевес покинул клуб, и стал свободным агентом.

### Чили
В 2008 году Эстевес получил предложение от Универсидад де Чили, которое он принял. В первое время он не оправдывал ожиданий клуба, и его дальнейшее пребывание в клубе было под вопросом. 11 мая Эстевес сыграл против «О’Хиггинса», где забил два гола, что обеспечило ему место в стартовом составе. Во второй половине сезона Эстевес получал игровую практику, участвуя во всех матчах и забив шесть голов. Однако в декабре у него возникли проблемы с руководством клуба, и он покинул клуб.
В 2009 году подписал контракт с «Унион Эспаньола», за который регулярно играл, едва не выиграв чилийский национальный турнир. Во втором полугодии он забил гол в ворота «Велес Сарсфилд» в Южноамериканском кубке.

## Достижения
«Бока Хуниорс»
- Обладатель Кубка Либертадорес: 2003